# Schutterij EMM Groessen

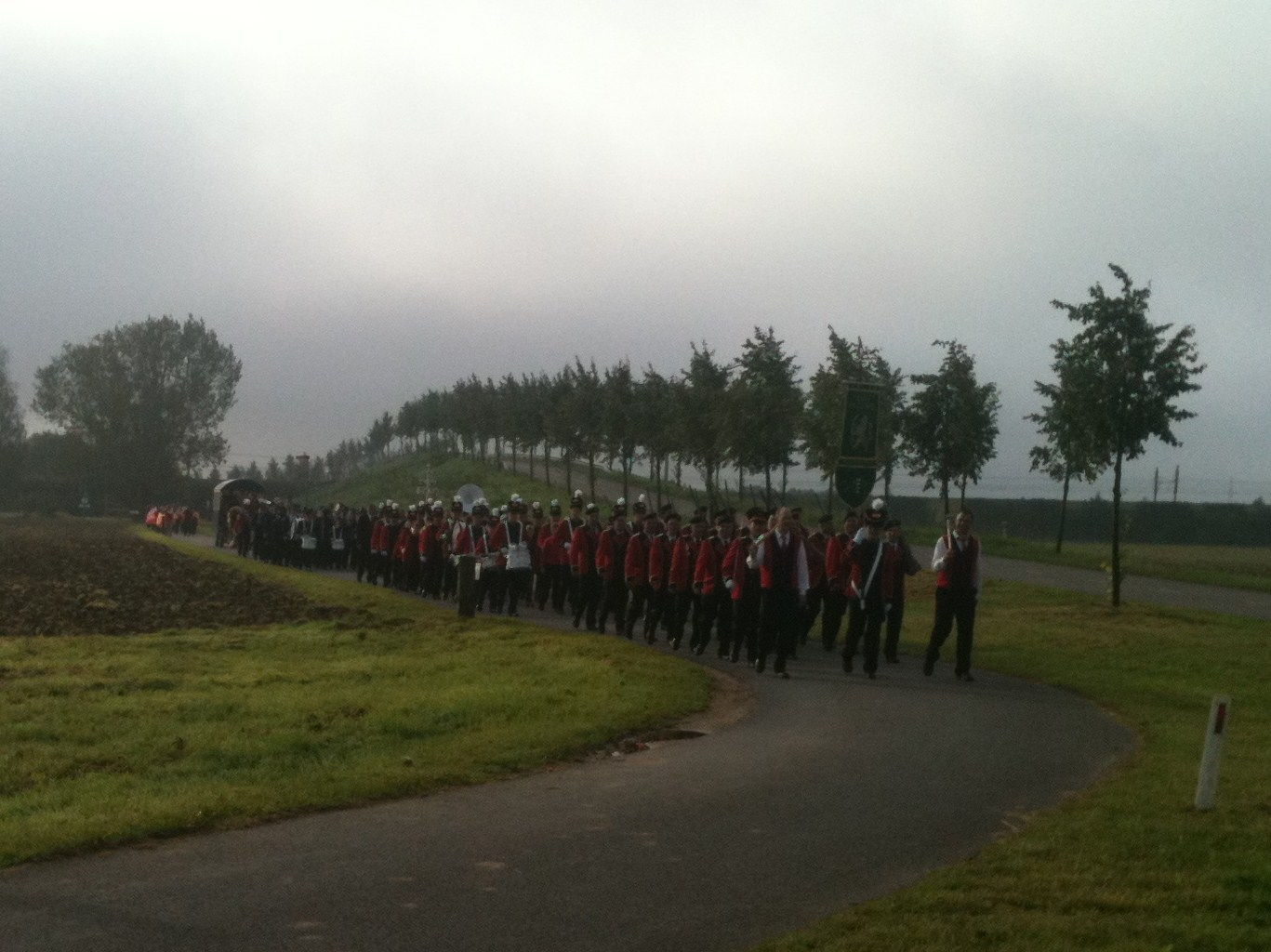
Schutterij EMM Groessen in optocht tijdens de kermis van 2011

Schutterij EMM Groessen is een schutterij in Groessen in de Nederlandse provincie Gelderland.
Ze werd opgericht in 1895 en bestaat uit een schutterij en een drumfanfare.
De vereniging heeft een eigen clubgebouw ‘Het Schuttershuis’.
In 1995 is aan de vereniging wegens het 100-jarig bestaan en de vele verdiensten voor de gemeenschap de Koninklijke Erepenning toegekend.

## Geschiedenis
In 1895 besluiten enkele inwoners van Groessen de jaarlijkse kermis in andere banen te leiden door invoering van enkele  volksvermakelijkheden, waarbij de schutterij officieel wordt opgericht. 
Door de gevolgen van de Eerste Wereldoorlog kunnen er vanaf 1914 geen activiteiten worden ondernomen. In 1916 is de vereniging weer actief en maakt een sterke groei door. Vanaf 1926 wordt in de gewijzigde notulen vastgelegd, dat alleen mannen lid kunnen worden van de schutterij.
In 1932 worden er geen activiteiten uitgevoerd vanwege de invoering van de drankwet.
Bij het veertigjarig bestaan in 1935 ontvangt EMM per telegram een felicitatie van de adjudant van dienst van Hare Majesteit de Koningin Wilhelmina der Nederlanden. Vanaf deze periode krijgen het vendelen en marcheren een belangrijkere rol. 
Tijdens de Tweede Wereldoorlog liggen de kermisvieringen stil. Nadat de contributie in 1941 nog op tien cent wordt bepaald verbieden de Duitsers vanaf 1942 vergaderingen en bijeenkomsten. EMM voldoet niet aan de eis van de bezetters om alle bezittingen op te geven. Hierdoor blijft een groot deel van de eigendommen behouden. Alleen de koningsketting die in kelder in een luchtkanaal van de verwarming van de Sint-Andreaskerk werd bewaard, ging verloren. Op de eerste vergadering na de bevrijding blijken er voldoende reserves te zijn om een groots bevrijdingsfeest te organiseren. 
Tijdens het zeventigjarig bestaan in 1965 wordt de vereniging uitgebreid met een drumfanfare. 
In 1995 viert de vereniging haar 100-jarig bestaan en wordt wegens dit jubileum en de vele verdiensten voor de gemeenschap de Koninklijke Erepenning toegekend.